# Xanthonicias prostrata
Xanthonicias prostrata là một loài bọ cánh cứng trong họ Cerambycidae.